# Laphystia selenis
Laphystia selenis är en tvåvingeart som beskrevs av Paramonov 1930. Laphystia selenis ingår i släktet Laphystia och familjen rovflugor. Inga underarter finns listade i Catalogue of Life.